# Svitlana Matevusjeva
Svitlana Valeriïvna Matevusjeva (ukrainsk: Світлана Валеріївна Матевушева; født 22. juli 1981 i Sevastopol, Ukrainske SSR) er en ukrainsk sejler. Hun vandt sølvmedalje ved Sommer-OL 2004 i Athen  i Ynglinge-klassen  sammen med Ganna Kalinina og Ruslana Taran.